# NGC 7193
NGC 7193 este o galaxie situată în constelația Pegas. A fost descoperită în 13 octombrie 1825 de către John Herschel.